# Codice della marina mercantile del 1865
Il codice della marina mercantile e della navigazione del 1865 fu emanato insieme agli altri codici in quello che è stato definito il Risorgimento giuridico italiano. Nell'ambito del processo di codificazione del 1865, il codice in questione fu considerato un "passo in avanti" perché la Francia, patria della codicistica moderna, non possedeva un tal codice limitandosi al code civil e al code du commerce.

## Il contesto
Già nel 1859, Camillo Benso, conte di Cavour, istituì la giunta legislativa di Genova al fine di unificare la legislazione in materia. L'Italia, infatti, essendo una penisola al centro del Mediterraneo, aveva particolare bisogno di una legislazione moderna e capace di spingere lo sviluppo economico-marittimo del paese.

## I contenuti
Il codice in questione separava l'amministrazione della marina mercantile da quella militare, attribuendone la competenza al  Ministero della Marina e non più al Ministero dell'Agricoltura e del Commercio.

## Le polemiche napoletane
Come è noto, prima dell'unificazione legislativa del 1865 per i territori del Regno d'Italia, fu mantenuta la vigenza dei codici e delle leggi civili e commerciali degli antichi Stati pre-unitari. Per la materia marittima, però, si decise alcuni anni prima di estendere temporaneamente la disciplina del Regno di Sardegna ai territori "annessi", suscitando però le polemiche dei giuristi e degli operatori napoletani che rivendicavano una tradizione più avanzata in materia rispetto a quella sarda.